# US Triestina Calcio 1918
Az Unione Sportiva Triestina Calcio egy olasz labdarúgóklub, melynek székhelye a (32.454 férőhelyes)) Stadio Nereo Rocco Triesztben.
A piros-fehérben játszó csapatot 1918-ban alapították. Jelenleg az olasz másodosztályban, a Serie B-ben, szerepel.

## Története
A clubot 1918-ban jött létre miután egyesítették a Ponziana és a Foot-Ball Club Trieste csapatait. 1924-ben jutott be a Seconda Divisione-be (Serie B).
1929-ben igen eredményesen szerepelt a Serie A legelső idényében.

## Játékoskeret
2010. január 9. szerint
| #  |         | Poszt | Név                                            |
| -- | ------- | ----- | ---------------------------------------------- |
| 1  | olasz   | K     | David Dei                                      |
| 3  | olasz   | V     | Rocco Sabato                                   |
| 4  | olasz   | KP    | Luca Tabbiani                                  |
| 5  | olasz   | V     | Giuseppe Scurto                                |
| 6  | svájc   | V     | Alain Nef (Kölcsön az Udinese-től)             |
| 7  | olasz   | CS    | Francesco Volpe (Kölcsön a Livorno-tól)        |
| 8  | olasz   | V     | Daniele Magliocchetti (Kölcsön a Cagliari-tól) |
| 9  | olasz   | KP    | Giorgio Gorgone                                |
| 10 | olasz   | CS    | Cristian Pasquato (Kölcsön a Juventus-tól)     |
| 12 | olasz   | KP    | Nicola Princivalli (csapatkapitány)            |
| 13 | olasz   | V     | Dario D'Ambrosio                               |
| 14 | olasz   | KP    | Roberto D'Aversa                               |
| 15 | Északír | KP    | Conor McCormack                                |
| 17 | osztrák | CS    | Marko Stankovic                                |
| 20 | CZE     | CS    | Jaroslav Šedivec                               |

| #  |         | Poszt | Név                                   |
| -- | ------- | ----- | ------------------------------------- |
| 21 | olasz   | KP    | Emiliano Testini                      |
| 23 | olasz   | CS    | Luigi Della Rocca                     |
| 25 | olasz   | KP    | Andrea Cossu                          |
| 30 | olasz   | KP    | Riccardo Gissi                        |
| 32 | olasz   | V     | Riccardo Colombo (Kölcsön Torino-tól) |
| 44 | olasz   | V     | Riccardo Brosco (Kölcsön Roma-tól)    |
| 62 | román   | CS    | Cristian Cristea                      |
| 77 | olasz   | KP    | Luca Siligardi                        |
| 83 | román   | KP    | Adrian Florin Pit (Kölcsön Roma-tól)  |
| 88 | Brazil  | CS    | Sodinha                               |
| 90 | olasz   | K     | Riccardo Durandi                      |
| 91 | olasz   | KP    | Claudio Pani                          |
| 97 | francia | V     | Thierry Audel                         |

## Kölcsönben
| # |       | Poszt | Név                           |
| - | ----- | ----- | ----------------------------- |
|   | olasz | CS    | Matteo Ardemagni (Cittadella) |
|   | olasz | KP    | Davide Bariti (Carrarese)     |
|   | olasz | CS    | Ettore Marchi (Portogruaro)   |

## Ismertebb játékosok
| - Szőke László - Jehad Muntasser 2002/03 - 2003/04, középpályás, 41 Meccs - 2 Gól - Alberto Aquilani - Ivano Blason - Franco Causio - Ernesto Càstano - Bruno Chizzo - Gino Colaussi - Francesco De Falco - Dino Fava 2002/03, csatár, 38 Meccs - 22 Gól - Denis Godeas - Cesare Maldini - Giampiero Marini - Aurelio Milani - Alessandro Parisi 2000/01 - 2002/03, védekező, 58 Meccs - 5 Gól - Piero Pasinati - Ivan Pelizzoli - Gianfranco Petris - Nereo Rocco - Giuliano Tagliasacchi - Riccardo Zampagna 1997 - Tiziano Ascagni - Marco Borriello - Francesco Romano - Daniele Galloppa - Carlo Rigotti - Pablo Granoche |

## Korábbi edzők
- Kovács Lajos
- Nereo Rocco

## Sikerek
- Serie B: 1 1957/58
- Serie C: 1 1961/62
- Serie C1: 1 1982/83
- Serie D: 2 1971/72 és 1975/76

## Fordítás
- Ez a szócikk részben vagy egészben  az   US Triestina című német Wikipédia-szócikk fordításán alapul.  Az eredeti cikk szerkesztőit annak laptörténete sorolja fel. Ez a jelzés csupán a megfogalmazás eredetét és a szerzői jogokat jelzi, nem szolgál a cikkben szereplő információk forrásmegjelöléseként.
- Ez a szócikk részben vagy egészben  az   US Triestina Calcio című angol Wikipédia-szócikk fordításán alapul.  Az eredeti cikk szerkesztőit annak laptörténete sorolja fel. Ez a jelzés csupán a megfogalmazás eredetét és a szerzői jogokat jelzi, nem szolgál a cikkben szereplő információk forrásmegjelöléseként.